# Baker City
Pour les articles homonymes, voir Baker.
Baker City est une municipalité américaine, siège du comté de Baker dans l'Oregon. Lors du recensement de 2010, sa population était de 9 828 habitants.

## Histoire
Bien que le premier bureau de poste fut établi en 1866, la ville ne fut incorporée qu'en 1874. La ville fut baptisée Baker City du nom du comté qui provient lui-même du sénateur américain Edward Dickinson Baker. En 1912, la ville fut rebaptisée Baker jusqu'aux années 1980 où elle retrouva son nom d'origine Baker City.

## Géographie
La ville se situe à l'est de l'Oregon, dans une vallée entre les monts Wallowa à l'est et la cordillère Elkhorn, une partie des montagnes Bleues, à l'ouest. La rivière Powder traverse la ville.
La municipalité s'étend sur 7,16 milles carrés (18,54 km2).
Baker City possède un aéroport (Baker City Municipal Airport, code AITA : BKE).

## Jumelage
- Zeïa (Russie)